# Hunan'ao
Hunan'ao (kinesiska: 湖南坳, 湖南坳乡) är en socken i Kina. Den ligger i provinsen Hunan, i den södra delen av landet, omkring 120 kilometer sydost om provinshuvudstaden Changsha. Antalet invånare är 19030. Befolkningen består av 9 480 kvinnor och 9 550 män. Barn under 15 år utgör 15,0 %, vuxna 15-64 år 71 %, och äldre över 65 år 13,0 %.
Genomsnittlig årsnederbörd är 2 038 millimeter. Den regnigaste månaden är maj, med i genomsnitt 302 mm nederbörd, och den torraste är oktober, med 33 mm nederbörd.